# Бишоп, Джордж
Джордж Бишоп (англ. George Bishop, 1785—1861) — английский винодел и покровитель астрономии.

## Биография
Джордж Бишоп был известен как лондонский пивовар и глава крупнейшей винной мануфактуры Великобритании. В 1836 он организовал личную обсерваторию около своего дома, «Южной виллы», в Риджентс-парке. Обсерватория была оснащена 7-дюймовым телескопом-рефрактором системы Долланда, одним из лучших телескопов того времени. Для наблюдений в своей обсерватории Бишоп привлекал наиболее квалифицированных астрономов. C 1844 по 1854 обсерваторией руководил Д.Хайнд, кроме того, в обсерватории работали Эдуард Фогель (1851-53), Альберт Март (1853-55), Чарльз Джордж Тэлмедж (1860-61), Норман Погсон (наблюдатель переменных звёзд, 1850-51) и известный наблюдатель двойных звёзд Уильям Руттер Дейвз (1839-44). В обсерватории Бишопа было открыто 11 астероидов (10 из них открыл Д.Хайнд и один — А.Март). Под руководством Бишопа были сделаны (главным образом, Д.Хайндом) карты эклиптики, где показаны звёзды в полосе шириной 6 градусов от эклиптики.
В 1848 году награждён памятной медалью Королевского астрономического общества. В 1857—1859 годах Бишоп был президентом Королевского астрономического Общества.

## Публикации
- Astronomical Observations taken at the Observatory, South Villa, Regent’s Park, during the years 1839-51, including a catalogue of double stars observed by Dawes and Hind, with valuable «historical and descriptive notes» by the latter, observations of new planets and comets, and of the temporary star discovered by Hind in Ophiuchus 27 April 1848, and a description of the observatory; London: Taylor, Walton and Maberly, 1852.